# IV Lwowski Batalion Etapowy
IV Lwowski batalion etapowy – oddział wojsk wartowniczych i etapowych w okresie II Rzeczypospolitej pełniący między innymi służbę ochronną na granicy polsko-sowieckiej.

## Formowanie i zmiany organizacyjne
Formowanie batalionu rozpoczęto na przełomie 1918-1919. Sformowany jako IV batalion Milicji Ludowej, a potem przemianowany na IV Lwowski batalion etapowy. Otrzymał on nazwę okręgu generalnego, w którym powstał i kolejny numer porządkowy oznaczany cyfrą rzymską. Do batalionu wcielono żołnierzy starszych wiekiem i o słabszej kondycji fizycznej. Oficerowie i podoficerowie nie mieli większego doświadczenia bojowego. Batalion nie posiadał broni ciężkiej, a broń indywidualną żołnierzy stanowiły stare karabiny różnych wzorów z niewielką ilością amunicji. Batalion podlegał Dowództwu Okręgu Etapowego Białystok, a od maja Dowództwo Okręgu Etapowego Wołkowysk wyróżnił się wzorowym pełnieniem służby ochronnej na linii kolejowej Mosty–Lida–Wilno i Lida–Bogdanów.
We wrześniu 1919 dowództwo batalionu stacjonowało w Mińsku. Wiosną 1920 batalion podlegał Dowództwu Okręgu Etapowego Mińsk.
W lutym 1921 bataliony etapowe przejęły ochronę granicy polsko-rosyjskiej. Początkowo pełniły ją na linii kordonowej, a w maju zostały przesunięte bezpośrednio na linię graniczną z zadaniem zamknięcia wszystkich dróg, przejść i mostów. W 1921 bataliony etapowe ochraniające granicę przekształcono w bataliony celne.

## Dowódcy batalionu
- por. Stanisław Olgierd Królikowski[2]